# 立原ちえみ
立原 ちえみ（たちはら ちえみ、1966年3月9日 - ）は、日本の元女優。本名は横山 智恵美。
北海道稚内市出身。サンプロモーションに所属していた。

## 人物・略歴
三姉妹の次女（姉、妹がいる）。
スチュワーデスになることを目指して上京、高校3年生の時にサンプロモーションにスカウトされたことで芸能界入り。堀越高等学校卒業。
1984年テレビドラマ『不良少女とよばれて』でデビュー。その後は、テレビドラマなどで活躍する。
特技は琴の演奏。
現在は結婚して引退している。

## 出演

### テレビドラマ
- 不良少女とよばれて（1984年、TBS） - 中川景子 役
- クルクルくりん（1984年、CX）
- 兄弟拳バイクロッサー 第12話（1985年、NTV）
- 毎度おさわがせします（1985年、TBS） - 町田君江 役
- スケバン刑事 第1話（1985年、CX）
- 乳姉妹（1985年、TBS）
- 妻たちの課外授業（1985年 - 1986年、NTV）
- 特捜最前線 第441話「女子中学生殺人事件・冬のコオロギのSOS!」- 相沢幸恵 役（1985年、ANB）
- 子連れ刑事 （1985年、TBS）
- 私鉄沿線97分署 第78話（1986年、ANB） - 竹林ゆり 役
- 太陽にほえろ! 第700話（1986年、NTV） - 安藤恵子 役
- 愛の嵐（1986年、THK）- ゆき 役
- セーラー服反逆同盟（1986年 - 1987年、NTV）
- おんな風林火山 第15話（1987年、TBS）
- 花王名人劇場「ザ・トラベルマン1」（1987年、KTV）
- チョッちゃん（1987年、NHK）- 山本たみ 役
- ジャングル 第24話（1987年、NTV）
- 痛快!婦警候補生やるっきゃないモン!（1987年、ANB） - 鶴瀬まゆみ 役
- プロゴルファー祈子（1987年、CX）
- ザ・ドラマチックナイト「松本清張の地方紙を買う女」（1987年10月23日、CX）
- NEWジャングル 第1話「噂の浩平登場」（1988年、NTV）
- 長七郎江戸日記 第2シリーズ 第6話（1988年、NTV） - 香苗 役
- 妻の反乱 （1988年、MBS）
- はぐれ刑事純情派 第1シリーズ（1988年、ANB / 東映）
- 名奉行 遠山の金さん 第2部　第10話　(1989年、ANB / 東映)
- 直木賞作家サスペンス「魔除け」（1989年3月27日、KTV）
- 砂の家（1989年、THK）
- ハロー!グッバイ 第9話（1989年、NTV）
- 月曜ドラマスペシャル「おやじのヒゲ6　息子の結婚話にヘンな横ヤリが入りました」（1989年10月23日、TBS）
- 土曜ワイド劇場（ANB）
  - 「北陸加賀温泉お見合いツアー殺人事件・実年素人探偵とおんな秘書の名推理」（1989年12月23日）
  - 「夜の街殺人事件2 銀座〜水上温泉、湯けむりに消えた女」（1992年2月8日）
  - 「運命の銃口　東京〜金沢500キロ・愛と憎しみの旅路」（1992年11月21日）
- 八百八町夢日記 第1シリーズ（1989年 - 1990年、NTV） - お松 役
- 花も実もある（1990年、NHK）
- 新金色夜叉 百年の恋（1990年、THK）
- あばれ八州御用旅 第1シリーズ 第7話（1990年、TX） - お里 役
- 東京ストーリーズ「私たちって、手がいのち」（1990年6月11日、CX）
- 大江戸捜査網 第694話（1991年、12ch）
- さすらい刑事旅情編III 第12話（1990年、ANB）
- 悪女（1992年、YTV）
- 凪の光景（1992年、THK）
- さすらい刑事旅情編V 第2話（1992年、ANB） - 西尾弓子 役
- 銭形平次 第3シリーズ 第1話（1993年、CX） - 胡蝶 役
- TOKYO BLOOD　「自転車」 （1992年12月10日、WOWOW）
- 日本名作ドラマ「真実一路」（1993年9月27日、TX）
- 水戸黄門外伝 かげろう忍法帖第15話（1995年、TBS） - お千代 役
- 十時半睡事件帖 第23話（1995年） - 冴 役

### その他の番組
- 一枚の写真（1988年、CX）

### 舞台
- オリバー
- 夢見通りの人々